# Saison 2017 de l'équipe cycliste Bora-Hansgrohe
La saison 2017 de l'équipe cycliste Bora-Hansgrohe est la huitième de cette équipe. Pour cette nouvelle saison, l'équipe s'est considérablement renforcée en profitant de la dissolution de la formation Tinkoff pour recruter le double champion du monde Peter Sagan ou encore celle de Rafał Majka, meilleur grimpeur du Tour de France en 2014 et 2016 et médaillé de bronze de la course en ligne des Jeux olympiques de Rio. De même, la formation Bora-Hansgrohe évoluera, à partir de 2017 sur des vélos Specialized.

## Préparation de la saison 2017

### Sponsors et financement de l'équipe
Les deux principaux sponsors de l'équipe sont le fabricant de cuisines Bora, sponsor-titre depuis 2015, et le fabricant de salles de bain Hansgrohe, nouveau partenaire. Ces deux entreprises sont engagées jusqu'en 2019,. La société américaine Specialized est le nouveau fournisseur de cycles de l'équipe. Sponsor de Tinkoff jusqu'en 2016, elle a facilité le recrutement de Peter Sagan, qu'elle équipe depuis 2015. Elle s'est également engagée jusqu'en 2019,. Le budget de l'équipe pour cette saison s'élève à  12 à 15 millions d'euros,.
Le maillot de l'équipe, fourni depuis 2015 par Craft,, reste majoritairement noir. Les logos des deux principaux sponsors figurent sur le devant du maillot. Celui de Hansgrohe, sur fond blanc, est répété sur les flancs et à l'extrémité des manches.

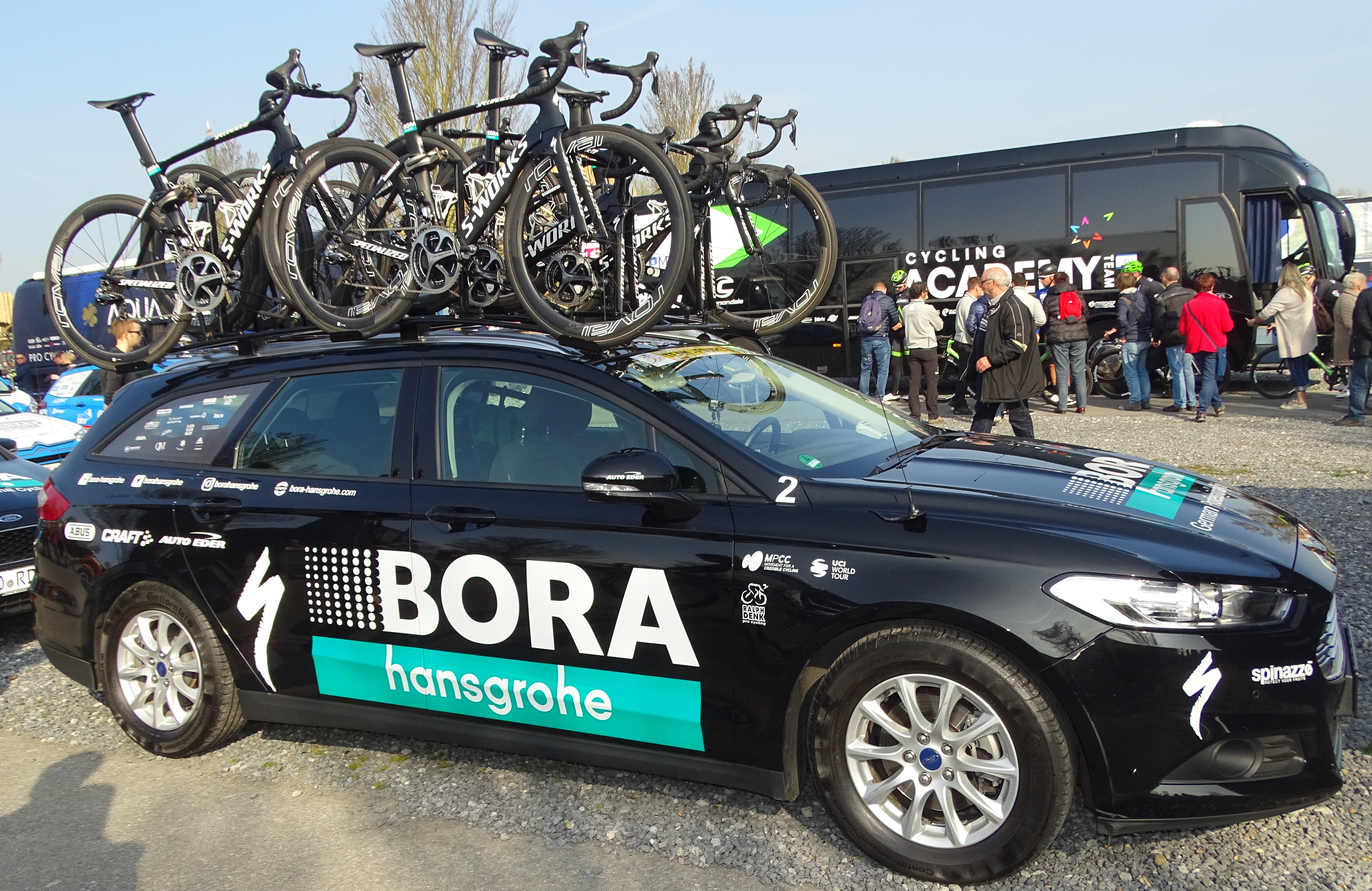
Véhicule de l'équipe aux Trois Jours de La Panne.
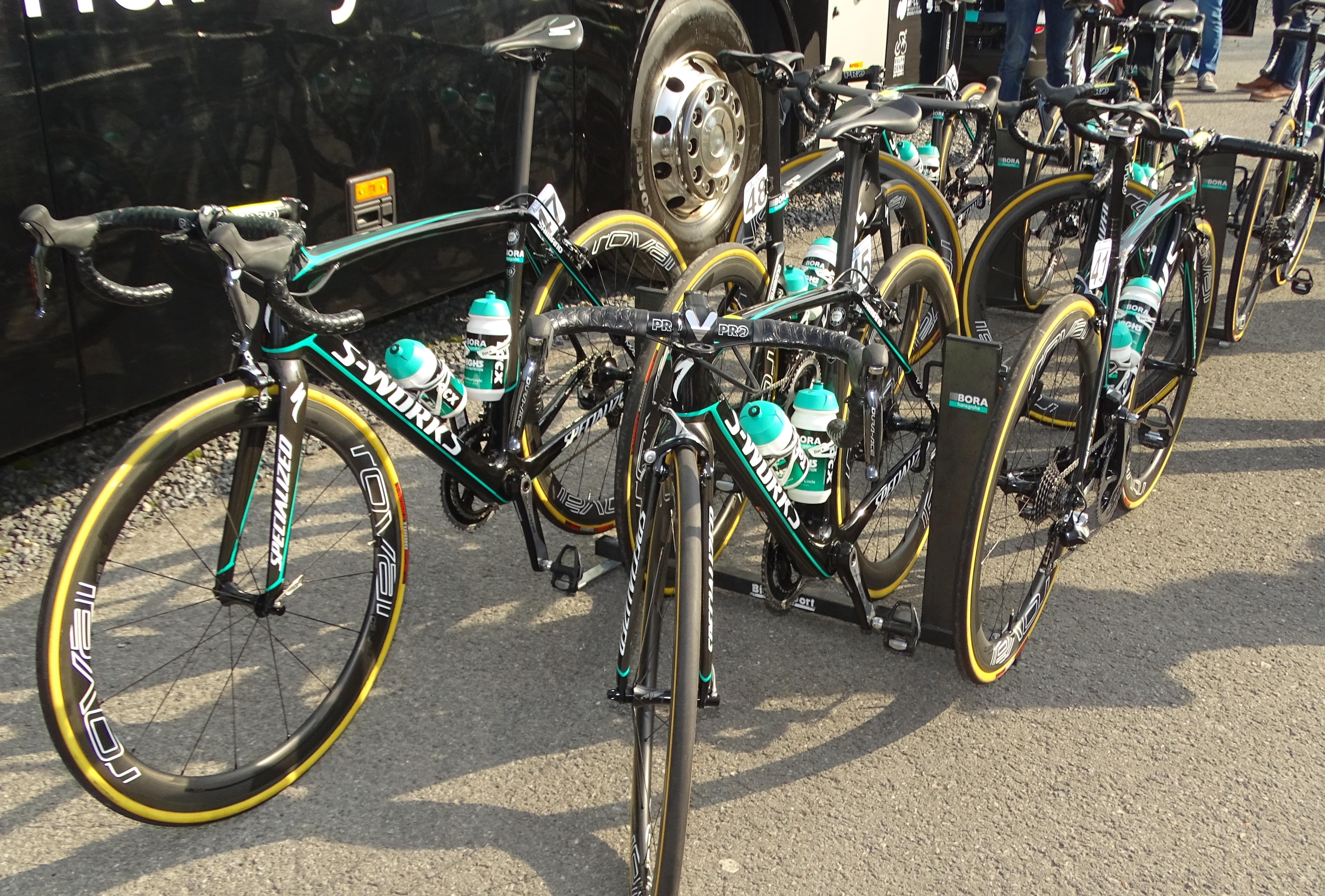
Vélos de l'équipe aux Trois Jours de La Panne.
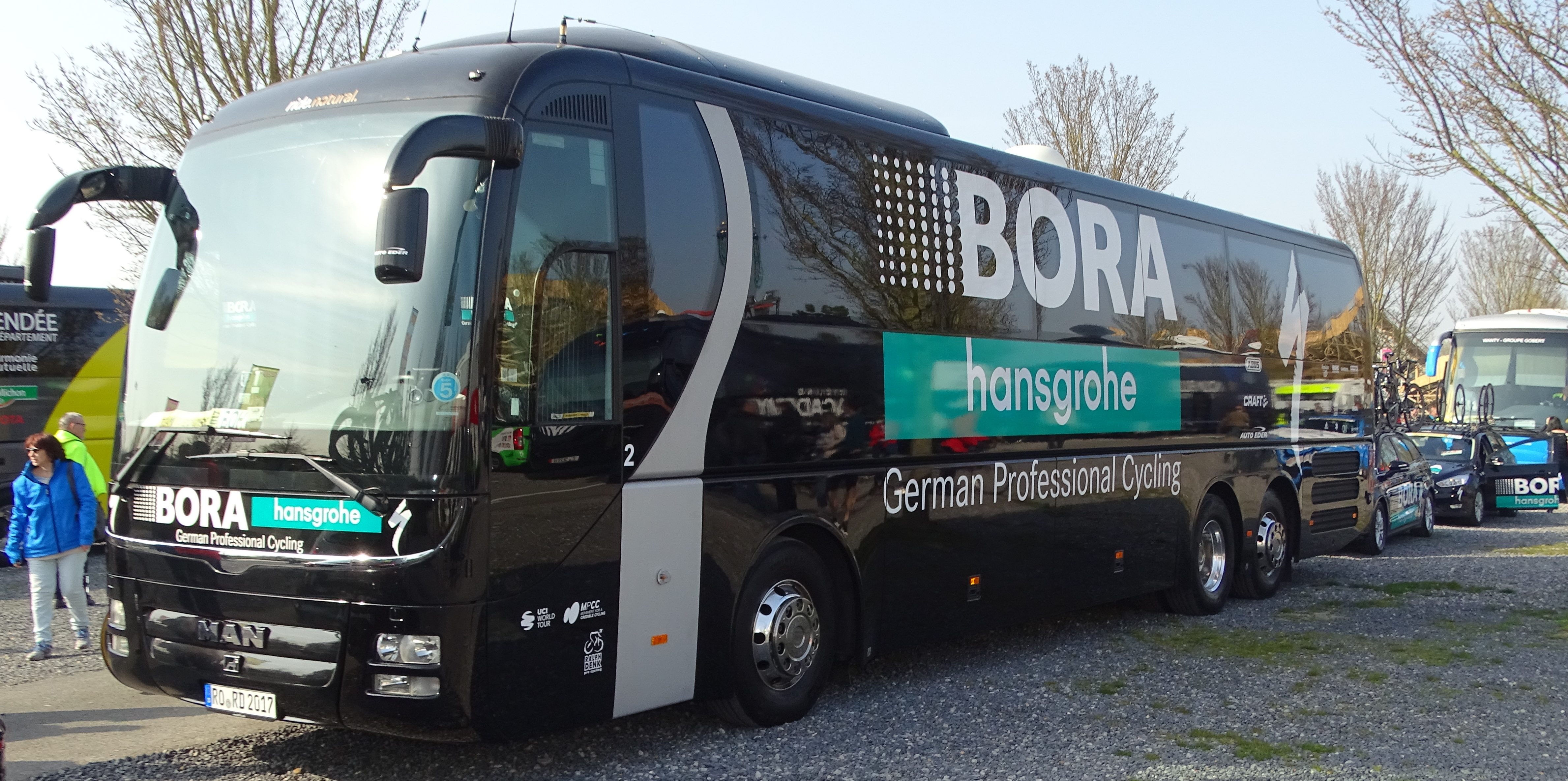
Bus de l'équipe aux Trois Jours de La Panne.

### Arrivées et départs
| Arrivées            | Équipe 2016  |
| ------------------- | ------------ |
| Pascal Ackermann    | Rad-net Rose |
| Erik Baška          | Tinkoff      |
| Maciej Bodnar       | Tinkoff      |
| Marcus Burghardt    | BMC Racing   |
| Michal Kolář        | Tinkoff      |
| Leopold König       | Sky          |
| Rafał Majka         | Tinkoff      |
| Jay McCarthy        | Tinkoff      |
| Matteo Pelucchi     | IAM          |
| Paweł Poljański     | Tinkoff      |
| Juraj Sagan         | Tinkoff      |
| Peter Sagan         | Tinkoff      |
| Aleksejs Saramotins | IAM          |

| Départs          | Équipe 2017            |
| ---------------- | ---------------------- |
| Phil Bauhaus     | Sunweb                 |
| Zakkari Dempster | Israel Cycling Academy |
| Bartosz Huzarski | retraite               |
| Ralf Matzka      | retraite               |
| Dominik Nerz     | retraite               |
| Scott Thwaites   | Dimension Data         |
| Paul Voss        | retraite               |

## Déroulement de la saison

### Janvier-février
L'équipe Bora-Hansgrohe commence sa saison en janvier, en Australie, avec le Tour Down Under, première épreuve UCI World Tour de l'année. Son leader y est Peter Sagan, qui n'a plus disputé cette course depuis 2010. Il est accompagné de Sam Bennett, Gregor Mühlberger, Rüdiger Selig, Michal Kolář, Jay McCarthy et Lukas Pöstlberger
McCarthy occupe la quatrième place du classement général à partir de la première étape, grâce aux trois secondes de bonifiction obtenues lors d'un sprint intermédiaire. Il conserve cette place les jours suivants, en prenant notamment la cinquième place de l'étape de Willunga. Lors de la dernière étape, aidé par Peter Sagan, il parvient à ravir à Nathan Haas la troisième place du classement général, à nouveau grâce à un sprint intermédiaire victorieux. Peter Sagan termine ce Tour Down Under avec trois places de second, battu à chaque fois par Caleb Ewan. Une semaine plus tard, McCarthy prend la neuvième place de la Cadel Evans Great Ocean Road Race.
À la fin du mois de janvier, au Challenge de Majorque, Matteo Pelucchi est notamment deuxième Trofeo Playa de Palma, battu de peu par Daniel McLay. Ce podium fait suite à plusieurs places d'honneur pour Bora-Hansgrohe, Pelucchi ayant pris la quatrième place du Trofeo Porreres-Felanitx-Ses Salines-Campos, Rafał Majka la septième du Trofeo Andratx-Mirador des Colomer et Emanuel Buchmann la sixième du Trofeo Serra de Tramontana.
En février, Patrick Konrad prend la troisième place du Tour de Murcie. Le lendemain, Rüdiger Selig est deuxième de la Clásica de Almería, uniquement devancé au sprint par Magnus Cort Nielsen (Orica-Scott). Au Tour de l'Algarve la semaine suivante, Jan Barta est le coureur de l'équipe le mieux placé au classement général (27e).
Bora-Hansgrohe se rend au Tour d'Abou Dabi, nouvelle épreuve World Tour, avec notamment Rafał Majka, pour qui cette première course à étapes de l'année est d'abord une préparation, et le sprinteur Matteo Pelucchi. Celui-ci se classe parmi les dix premiers les trois étapes disputées au sprint (8e, 4e et 5e). Septième de l'« étape-reine », Majka finit sixième du classement général. Patrick Konrad termine à la dixième place du classement général, et remporte le classement des sprints.

### Mars-avril
Peter Sagan apparaît comme l'« homme à battre » du week-end d'ouverture des classiques belges. Deuxième du Circuit Het Nieuwsblad, où il est battu au sprint par Greg Van Avermaet (BMC), il s'impose le lendemain lors de Kuurne-Bruxelles-Kuurne. De retour d'un mois d'entraînement en Espagne sans compétition, il a fait montre de facilité durant les deux courses, et a été l'initiateur des échappées décisives,,. 

## Coureurs et encadrement technique

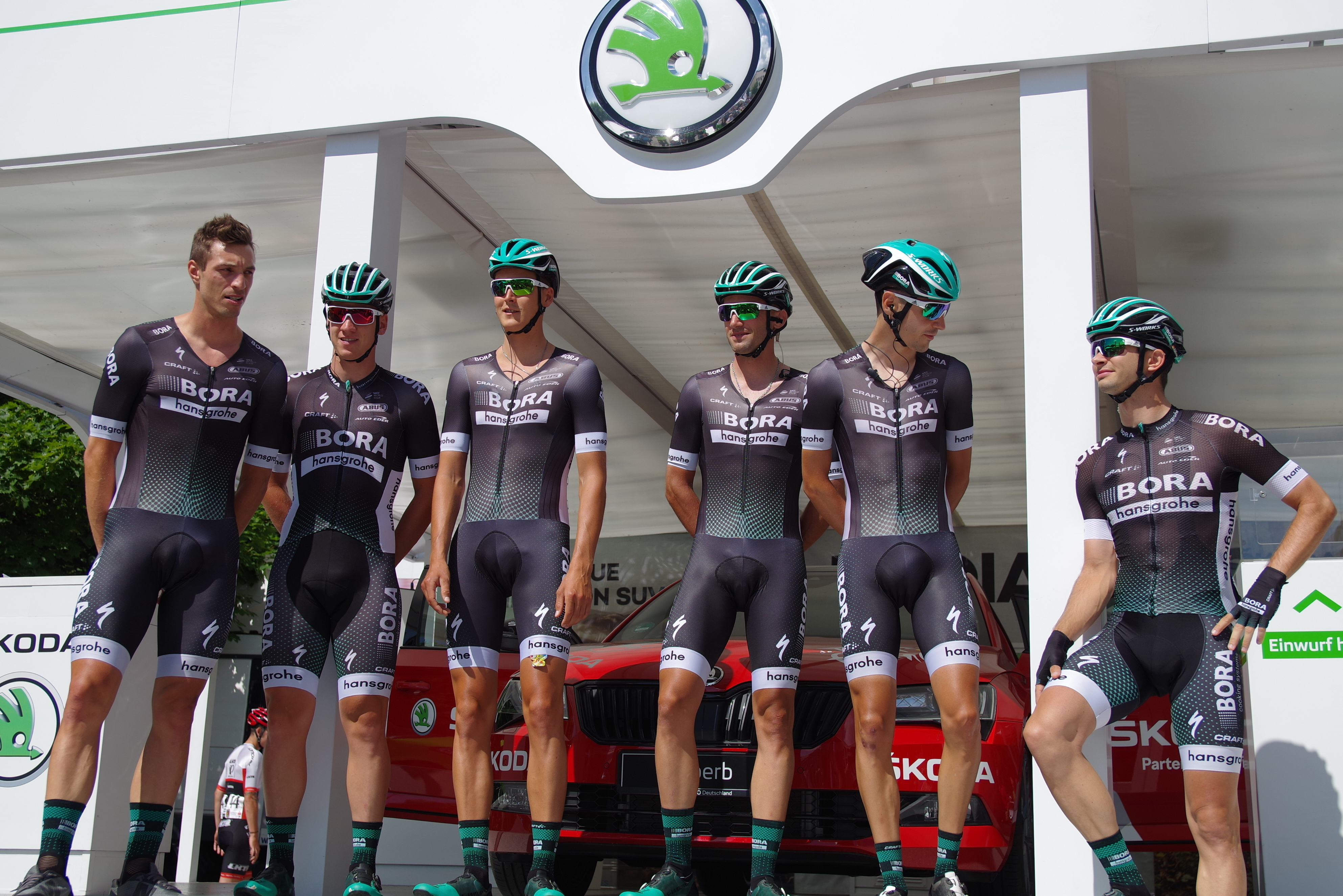
Équipe Bora Hansgrohe

### Effectif
| Cycliste            | Date de naissance | Nationalité      | Équipe 2016   |  |
| ------------------- | ----------------- | ---------------- | ------------- |  |
| Pascal Ackermann    | 17 janvier 1994   | Allemagne        | Rad-net Rose  |  |
| Shane Archbold      | 2 février 1989    | Nouvelle-Zélande | Bora-Argon 18 |  |
| Jan Bárta           | 7 février 1984    | Tchéquie         | Bora-Argon 18 |  |
| Erik Baška          | 12 janvier 1994   | Slovaquie        | Tinkoff       |  |
| Cesare Benedetti    | 3 août 1987       | Italie           | Bora-Argon 18 |  |
| Sam Bennett         | 14 octobre 1990   | Irlande          | Bora-Argon 18 |  |
| Maciej Bodnar       | 7 mars 1985       | Pologne          | Tinkoff       |  |
| Emanuel Buchmann    | 18 novembre 1992  | Allemagne        | Bora-Argon 18 |  |
| Marcus Burghardt    | 30 juin 1983      | Allemagne        | BMC Racing    |  |
| Silvio Herklotz     | 6 mai 1994        | Allemagne        | Bora-Argon 18 |  |
| Michal Kolář        | 21 décembre 1992  | Slovaquie        | Tinkoff       |  |
| Leopold König       | 15 novembre 1987  | Tchéquie         | Sky           |  |
| Patrick Konrad      | 13 octobre 1991   | Autriche         | Bora-Argon 18 |  |
| Rafał Majka         | 12 septembre 1989 | Pologne          | Tinkoff       |  |
| Jay McCarthy        | 8 septembre 1992  | Australie        | Tinkoff       |  |
| José Mendes         | 24 avril 1985     | Portugal         | Bora-Argon 18 |  |
| Gregor Mühlberger   | 4 avril 1994      | Autriche         | Bora-Argon 18 |  |
| Matteo Pelucchi     | 21 janvier 1989   | Italie           | IAM           |  |
| Christoph Pfingsten | 20 novembre 1987  | Allemagne        | Bora-Argon 18 |  |
| Paweł Poljański     | 6 mai 1990        | Pologne          | Tinkoff       |  |
| Lukas Pöstlberger   | 10 janvier 1992   | Autriche         | Bora-Argon 18 |  |
| Juraj Sagan         | 23 décembre 1988  | Slovaquie        | Tinkoff       |  |
| Peter Sagan         | 26 janvier 1990   | Slovaquie        | Tinkoff       |  |
| Aleksejs Saramotins | 8 avril 1982      | Lettonie         | IAM           |  |
| Andreas Schillinger | 13 juillet 1983   | Allemagne        | Bora-Argon 18 |  |
| Michael Schwarzmann | 7 janvier 1991    | Allemagne        | Bora-Argon 18 |  |
| Rüdiger Selig       | 19 février 1989   | Allemagne        | Bora-Argon 18 |  |

### Encadrement
L'équipe est dirigée par Ralph Denk, qui l'a créée sous le nom NetApp en 2010. Cinq directeurs sportifs, avec Enrico Poitschke à leur tête, encadrent les coureurs en course : Christian Pömer, Steffen Radochla, André Schulze, Ján Valach et Jens Zemke. Ces deux derniers intègrent l'encadrement de l'équipe en 2017.
Lars Teutenberg est engagé en tant que directeur de la performance. Afin de satisfaire aux exigences du World Tour, trois entraîneurs sont également recrutés : Patxi Vila, en provenance de l'équipe Tinkoff où il était entraîneur depuis 2015, Dan Lorang, issu du triathlon, entraîneur du champion olympique et champion du monde Jan Frodeno, et Helmut Dollinger,,.

## Bilan de la saison
Bora-Hansgrohe termine à la huitième place du classement par équipes de l'UCI World Tour, et son leader Peter Sagan à la quatrième place du classement individuel. L'équipe remporte trente-trois courses, ce qui en fait la quatrième équipe World Tour la plus prolifique de la saison. Un tiers de ces succès sont le fait de Peter Sagan, auxquels s'ajoute son troisième titre de champion du monde sur route, obtenu à Bergen (Norvège) sous le maillot de l'équipe de Slovaquie. Seuls deux coureurs, Fernando Gaviria et Marcel Kittel de l'équipe Quick-Step Floors, ont gagné plus de courses que Sagan en 2017 (14 chacun). Sam Bennett et Rafał Majka sont les deux autres principaux pourvoyeurs de victoires de Bora-Hansgrohe, avec respectivement dix et quatre succès,.

### Victoires
| Victoires | Victoires                                             | Victoires  | Victoires | Victoires           | Victoires |
| Date      | Course                                                | Pays       | Classe    | Vainqueur           |           |
| --------- | ----------------------------------------------------- | ---------- | --------- | ------------------- | --------- |
| 26 fév.   | Kuurne-Bruxelles-Kuurne                               | Belgique   | 1.HC      | Peter Sagan         |           |
| 7 mars    | 3e étape, Paris-Nice                                  | France     | 2.UWT     | Sam Bennett         |           |
| 10 mars   | 3e étape, Tirreno-Adriatico                           | Italie     | 2.UWT     | Peter Sagan         |           |
| 12 mars   | 5e étape, Tirreno-Adriatico                           | Italie     | 2.UWT     | Peter Sagan         |           |
| 5 mai     | 1re étape du Tour d'Italie                            | Italie     | 2.UWT     | Lukas Pöstlberger   |           |
| 15 mai    | 2e étape du Tour de Californie                        | États-Unis | 2.UWT     | Rafał Majka         |           |
| 16 mai    | 3e étape du Tour de Californie                        | États-Unis | 2.UWT     | Peter Sagan         |           |
| 11 juin   | Tour de Cologne                                       | Allemagne  | 1.1       | Gregor Mühlberger   |           |
| 14 juin   | 4e étape du Tour de Suisse                            | Suisse     | 2.UWT     | Peter Sagan         |           |
| 15 juin   | 1re étape du Tour de Slovénie                         | Slovénie   | 2.1       | Sam Bennett         |           |
| 17 juin   | 7e étape du Tour de Suisse                            | Suisse     | 2.UWT     | Peter Sagan         |           |
| 17 juin   | 3e étape du Tour de Slovénie                          | Slovénie   | 2.1       | Rafał Majka         |           |
| 18 juin   | 4e étape du Tour de Slovénie                          | Slovénie   | 2.1       | Sam Bennett         |           |
| 18 juin   | Classement général, Tour de Slovénie                  | Slovénie   | 2.1       | Rafał Majka         |           |
| 21 juin   | Championnat de Lettonie du contre-la-montre           | Lettonie   | CN        | Aleksejs Saramotins |           |
| 23 juin   | Championnat de République tchèque du contre-la-montre | Tchéquie   | CN        | Jan Bárta           |           |
| 25 juin   | Championnats d'Autriche de cyclisme sur route         | Autriche   | CN        | Gregor Mühlberger   |           |
| 25 juin   | Championnat de Slovaquie sur route                    | Slovaquie  | CN        | Juraj Sagan         |           |
| 25 juin   | Championnat d'Allemagne sur route                     | Allemagne  | CN        | Marcus Burghardt    |           |
| 3 juill.  | 3e étape du Tour de France                            | Luxembourg | 2.UWT     | Peter Sagan         |           |
| 22 juill. | 20e étape du Tour de France                           | France     | 2.UWT     | Maciej Bodnar       |           |
| 29 juill. | 1re étape du Tour de Pologne                          | Pologne    | 2.UWT     | Peter Sagan         |           |
| 7 août    | 1re étape, Benelux Tour                               | Pays-Bas   | 2.UWT     | Peter Sagan         |           |
| 9 août    | 3e étape, Benelux Tour                                | Belgique   | 2.UWT     | Peter Sagan         |           |
| 11 août   | 2e étape, Czech Tour                                  | Tchéquie   | 2.1       | Sam Bennett         |           |
| 13 août   | 4e étape, Czech Tour                                  | Tchéquie   | 2.1       | Sam Bennett         |           |
| 2 sept.   | 14e étape du Tour d'Espagne                           | Espagne    | 2.UWT     | Rafał Majka         |           |
| 8 sept.   | Grand Prix cycliste de Québec                         | Canada     | 1.UWT     | Peter Sagan         |           |
| 3 oct.    | Tour de Münster                                       | Allemagne  | 1.HC      | Sam Bennett         |           |
| 10 oct.   | 1re étape du Tour de Turquie                          | Turquie    | 2.UWT     | Sam Bennett         |           |
| 11 oct.   | 2e étape du Tour de Turquie                           | Turquie    | 2.UWT     | Sam Bennett         |           |
| 12 oct.   | 3e étape du Tour de Turquie                           | Turquie    | 2.UWT     | Sam Bennett         |           |
| 14 oct.   | 5e étape du Tour de Turquie                           | Turquie    | 2.UWT     | Sam Bennett         |           |

### Résultats sur les courses majeures
Les tableaux suivants représentent les résultats de l'équipe dans les principales courses du calendrier international (les cinq classiques majeures et les trois grands tours). Pour chaque épreuve est indiqué le meilleur coureur de l'équipe, son classement ainsi que les accessits glanés par Bora-Hansgrohe sur les courses de trois semaines.

#### Classiques
| Classique            | Milan-San Remo   | Tour des Flandres | Paris-Roubaix          | Liège-Bastogne-Liège | Tour de Lombardie |
| -------------------- | ---------------- | ----------------- | ---------------------- | -------------------- | ----------------- |
| Coureur (classement) | Peter Sagan (2e) | Peter Sagan (27e) | Marcus Burghardt (16e) | Rafał Majka (10e)    | Rafał Majka (26e) |

#### Grands tours
| Grand tour           | Tour d'Italie                          | Tour de France                                    | Tour d'Espagne                   |
| -------------------- | -------------------------------------- | ------------------------------------------------- | -------------------------------- |
| Coureur (classement) | Patrick Konrad (16e)                   | Emanuel Buchmann (15e)                            | Rafał Majka (39e)                |
| Accessits            | 1 victoire d'étape (Lukas Pöstlberger) | 2 victoires d'étapes (Peter Sagan, Maciej Bodnar) | 1 victoire d'étape (Rafał Majka) |

### Classement UCI
Bora-Hansgrohe termine à la 8e place du classement par équipes du World Tour avec 6516 points. Ce total est obtenu par l'addition des points de ses coureurs au classement individuel. Le coureur de l'équipe le mieux classé est Peter Sagan, 4e avec 2544 points.
| Rang | Coureur             | Points |
| ---- | ------------------- | ------ |
| 4    | Peter Sagan         | 2544   |
| 32   | Rafal Majka         | 1117   |
| 75   | Sam Bennett         | 548    |
| 80   | Jay McCarthy        | 505    |
| 90   | Lukas Pöstlberger   | 414    |
| 95   | Emanuel Buchmann    | 389    |
| 101  | Patrick Konrad      | 353    |
| 156  | Maciej Bodnar       | 142    |
| 165  | Paweł Poljański     | 125    |
| 219  | Marcus Burghardt    | 74     |
| 229  | Rüdiger Selig       | 68     |
| 269  | Gregor Mühlberger   | 45     |
| 280  | Juraj Sagan         | 40     |
| 310  | José Mendes         | 28     |
| 321  | Silvio Herklotz     | 24     |
| 338  | Michael Schwarzmann | 22     |
| 359  | Matteo Pelucchi     | 15     |
| 361  | Christoph Pfingsten | 14     |
| 369  | Aleksejs Saramotins | 12     |
| 371  | Pascal Ackermann    | 11     |
| 376  | Jan Bárta           | 10     |
| 402  | Leopold Konig       | 5      |
| 403  | Andreas Schillinger | 5      |
| 411  | Cesare Benedetti    | 5      |
| 429  | Shane Archbold      | 1      |